# Utbildningsminister
Utbildningsminister är den minister i ett lands regering som ansvarar för skolväsendet och vanligtvis även barnomsorg och vuxenutbildning. Utbildningsministern leder ett utbildningsministerium eller motsvarande och bistås i detta av en tjänsteman som vanligtvis är politiskt tillsatt och i flera länder innehar titeln statssekreterare.
Utbildningsministern ansvarar i vissa länder, till exempel Finland, även för högskole- och forskningsfrågor. I Sverige ligger forsknings-, högskole-, och skolfrågorna under samma departement, men är uppdelade på två olika ministrar. I andra länder, till exempel Danmark, Storbritannien och Frankrike, är dessa två frågor helt separerade och sorterar under såväl olika ministrar som ministerier. I Tyskland ligger främst ansvaret för utbildningspolitiken på delstatsnivå, även om det finns en federal utbildningsminister vars portfölj även innefattar högskole- och forskningsfrågor.
Utbildningsministern var under 1800-talet nära sammanlänkad med de religiösa institutionerna och kallades i flera länder för kyrkominister eller motsvarande (ecklesiastikminister i Sverige, kultusminister i Danmark och Tyskland). Utbildningsministern har ibland även ansvar för kultur- och idrottsfrågor.
Inom ramen för Europeiska unionens råd (ministerrådet) möts utbildningsministrarna i formationen rådet för utbildning, ungdom och kultur.
|                |                                          |                                             |  |  |  |  |
| Danmark        | Undervisningsminister                    | Undervisningsministeriet                    |  |  |  |  |
| Finland        | Undervisningsminister                    | Undervisnings- och kulturministeriet        |  |  |  |  |
| Frankrike      | Ministre de l'Éducation nationale        | Ministère de l'Éducation nationale          |  |  |  |  |
| Norge          | Kunnskapsminister                        | Kunnskapsdepartementet                      |  |  |  |  |
| Storbritannien | Secretary of State for Education         | Department for Education                    |  |  |  |  |
| Sverige        | Utbildningsminister                      | Utbildningsdepartementet                    |  |  |  |  |
| Tyskland       | Bundesminister für Bildung und Forschung | Bundesministerium für Bildung und Forschung |  |  |  |  |
| USA            | Secretary of Education                   | Department of Education                     |  |  |  |  |